# Белиашвили, Акакий Ионович
Акакий Ионович Белиашвили (груз. აკაკი იონას ძე ბელიაშვილი 11 (24) апреля 1903, Чиатура, Грузия, Российская Империя (по другим сведениям в 1904 в Корети) — 14 декабря 1961) — грузинский советский писатель и сценарист.

## Биография
Родился в семье горного техника. В 1915 году поступает в Кутаисскую гимназию. В гимназические годы писал рассказы и миниатюры. Участвовал в публикации студенческих альманахов. В 1921 году переехал в Тифлис и поступил на горный факультет Закавказского политехнического института.

## Творчество
В 1920-е годы входил в группу грузинских футуристов «Левизна». В 1937 году опубликовал рассказы, в которых рисовал бытовые картины, трудовую жизнь грузинского народа, высмеивал пережитки прошлого. В историческом романе «Бесики» (1942—1947), посвящённом жизни поэта и политического деятеля Бесики Габашвили, отражены бурные события в Грузии XVIII века, борьба против турецких и персидских завоевателей, воссоздан образ царя Ираклия II. Этот же период изображён в романе «Золотой шатёр» (кн. 1, 1952). Роман «Перевал» (1956) ставит проблемы воспитания советской молодёжи. В романах «Рустави» (ч. 1—2, 1959—1960) и «Швидкаци» (1960) описана жизнь и трудовые подвиги передовых людей социалистической промышленности.
Погиб в автомобильной катастрофе 14 декабря 1961 года.

## Награды
- орден Трудового Красного Знамени (17.04.1958)
- орден «Знак Почёта»

## Переводы на русский язык
- А. Белиашвили. Бесики (На перепутье), М. Известия, 1962. Перевод Э. Ананиашвили, Д. Зардиашвили, Микадзе
- А. Белиашвили. Рустави — Роман. Издательство союза писателей Грузии. Тбилиси. 1961.

## Фильмография
Автор сценариев фильмов:
- 1957 — Отарова вдова
- 1954 — Они спустились с гор
- 1941 — Сокровища Ценского ущелья
- 1931 — Настоящий кавказец
- 1930 — Лагерь в горах

Экранизации:
- 1968 — Тревога — по роману «Швидкаца».
- 1971 — Соседи (новелла в киноальманахе «Давным-давно»)